# Calgary 88's
Los Calgary 88's (88 de Calgary) fueron un equipo de baloncesto canadiense que compitieron en la World Basketball League entre 1988 y 1992. Tenían su sede en Calgary, Alberta, y disputaban sus partidos como local en el Olympic Saddledome, pabellón con capacidad para 20.240 espectadores.
Llegaron a disputar la final en tres ocasiones, entre 1989 y 1991, cayendo derrotados por los Youngstown Pride en dos ocasiones y por los Dayton Wings en una.

## Temporadas
| Temporada | Liga | Denominación | G  | P  | %    | Puesto | Play-off    |
| --------- | ---- | ------------ | -- | -- | ---- | ------ | ----------- |
| 1988      | WBL  | Calgary 88's | 32 | 22 | 59,3 | 1.º    | Semifinales |
| 1989      | WBL  | Calgary 88's | 31 | 13 | 70,4 | 1.º    | Finales     |
| 1990      | WBL  | Calgary 88's | 29 | 17 | 63,0 | 3.º    | Finales     |
| 1991      | WBL  | Calgary 88's | 37 | 14 | 72,5 | 1.º    | Finales     |
| 1992      | WBL  | Calgary 88's | 22 | 12 | 64,7 | 2.º    | -           |

## Jugadores destacados
- Chris Childs
- Carlos Clark
- Dave Henderson
- Sidney Lowe
- Jim Thomas
- Andre Turner
- Nikita Wilson